# جاكلين ماتسون
جاكلين ماتسون (بالإنجليزية: Jacqueline Mattson)‏ هي لاعب كرة قاعدة أمريكية، ولدت في 16 نوفمبر 1928، وتوفيت في 23 فبراير 2016.